# Albert-Jan Pool

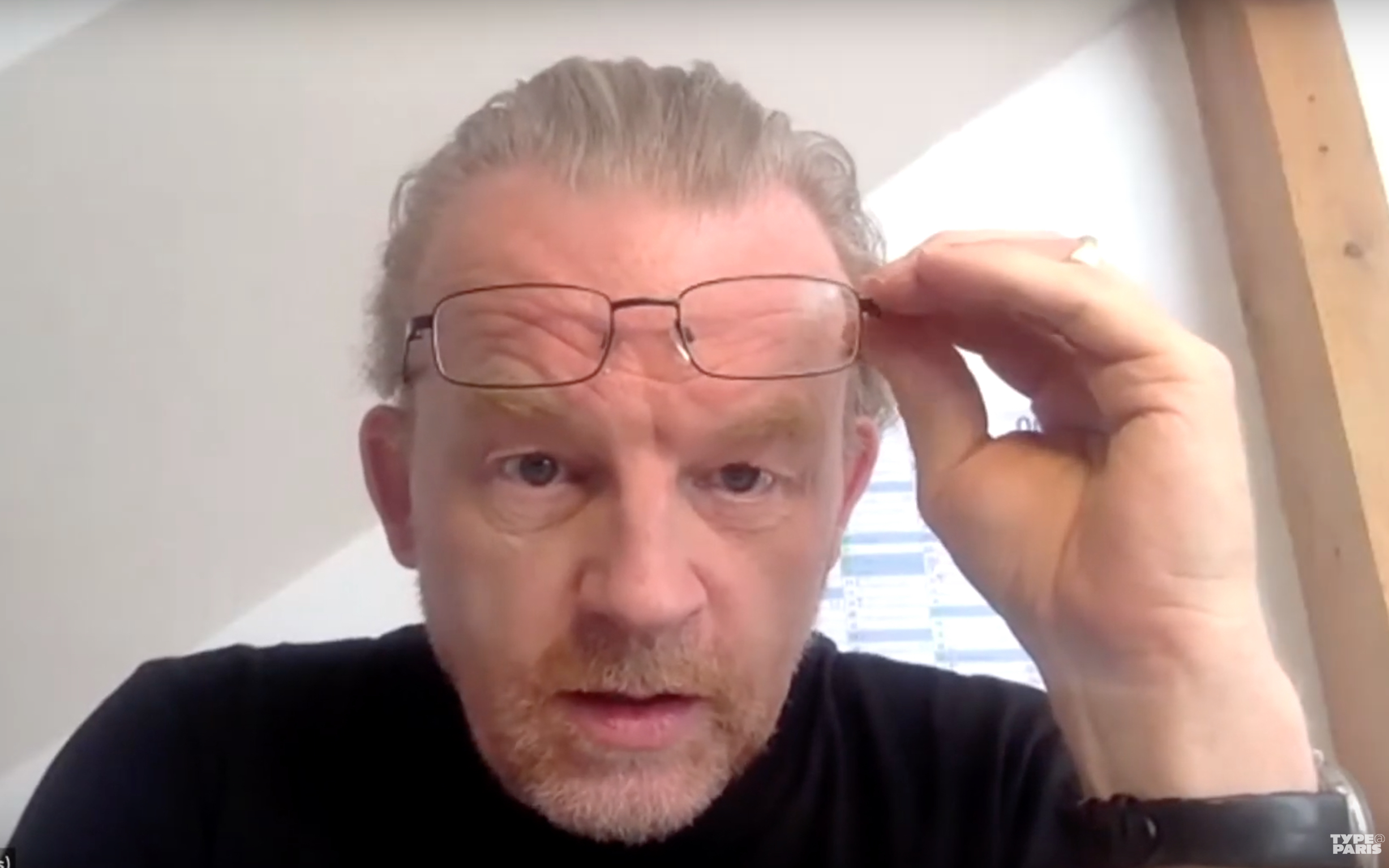

Albert-Jan Pool (* 9. Juli 1960 in Amsterdam) ist ein niederländischer Schriftgestalter, Typograf und Grafikdesigner.

## Biographie
Pool studierte an der Königlichen Akademie in Den Haag und begann ab 1987 seine Laufbahn als Schriftgestalter, Typograf und Grafikdesigner in Deutschland. Er arbeitete unter anderem als Type Director bei Scangraphic und URW Type Foundry. Auf Anregung von Erik Spiekermann gestaltete Pool die auf der OCR-B basierende Schrift FF OCR-F und die auf der DIN 1451 basierende FF DIN. Letztere zählt zu den erfolgreichsten Schriftarten der FontFont-Bibliothek bei FSI FontShop International. 1999 gründete er die Agentur FarbTon Konzept und Design zusammen mit Birgit Hartmann, Jörn Iken und Klaus-Peter Staudinger. Nachdem er 2005 die Agentur verlassen hatte, widmete er sich wieder vermehrt dem Schriftdesign und der Lehre. 2010 erschien die Schriftfamilie FF DIN Round. Von 2006 bis 2008 unterrichtete er Typografie an der Hanseatischen Akademie für Marketing und Medien in Hamburg, seit 2006 ist er Lehrbeauftragte für Schriftgestaltung an der Muthesius Kunsthochschule Kiel. Seit 2010 ist er Obmann des Ausschusses „Schriften“ im DIN Deutsches Institut für Normung, wo er für die Neuauflage der DIN 1450 – Schriften, Leserlichkeit (2013 erschienen) verantwortlich zeichnete.

## Schriften von Albert-Jan Pool
- FF DIN
- FF DIN Condensed
- FF DIN Round
- URW Imperial
- URW Linear
- URW Mauritius
- FF OCR F[4]

## Veröffentlichungen
- Typen machen Marken mächtig, von Stefan Rögener, Albert-Jan Pool, Ursula Packhäuser. Hamburg 1995. ISBN 978-3-930027-07-1
- DIN – Industrial Archeology, von Albert-Jan Pool und Filip Blazek, Hamburg und Prag 2005. Ein Artikel und einem Interview über die Entstehungsgeschichte der Schriften der DIN 1451 und der FF DIN aus dem ehemaligen englisch-tschechischen Magazin TYPO
- FF DIN – Die Geschichte einer zeitgenössischen Schrift von Albert-Jan Pool und Patrick Marc Sommer. Hamburg 2006. Ein fünfteiliger Artikel und einem Interview über die Entstehungsgeschichte der Schriften der DIN 1451 und der FF DIN aus dem ehemaligen Online-Magazin Encore. Der Link führt zu einem DropBox-Archiv.
- FF DIN Round – digitale blockschrift von Albert-Jan Pool. Berlin 2010. Eine Broschüre zur Geschichte runder serifenloser Schriften und zur Entwicklung der FF DIN Round
- Funktionale Serifen? von Albert-Jan Pool. Hamburg 2013. Ein Artikel über Leserlichkeit von Schriften und die Neuauflage der DIN 1450 – Schriften, Leserlichkeit 2013